# 春日神社 (関市)
春日神社（かすがじんじゃ）は、岐阜県関市にある神社。

## 概要
金幣社。関鍛冶の守護神。
例祭は関まつりと呼ばれ、古典芸能「童子夜行（どうじやこう）」が能舞台で奉納される。また、この例祭に使用される能装束類（63点）は昭和31年（1956年）に重要文化財に指定されており、毎年10月第2日曜日の刃物まつりなどで特別公開されている。
同じく使用される能狂言面は、平成22年（2010年）に重要文化財に指定されている。

## 歴史
鎌倉時代に大和の国（現在の奈良県）から何人もの鍛冶刀工が関に移り住んだ。正応元年（1288年）その大和鍛冶の出身者である金重と兼永は関鍛冶を総代して奈良の春日大明神を勧請して関鍛冶の守護神とし創建したと云われている。創建時に神宮寺として真言宗新長谷寺の末寺、勇猛山大雄寺を設けた。
その後、刀工孫六兼元等の登場により関の刀鍛冶が日本全国に知られることとなり、例祭が盛んになる。
永享5年（1433年）初代孫六兼幸が願主となって同地に再建。
明治時代に至って大雄寺が廃寺となり、鐘楼を遺して建物が撤去された。
明治6年（1873年）1月郷社、明治40年（1907年）神饌幣帛供進神社に指定され、昭和29年（1954年）に金幣社に指定された。

## 能舞台

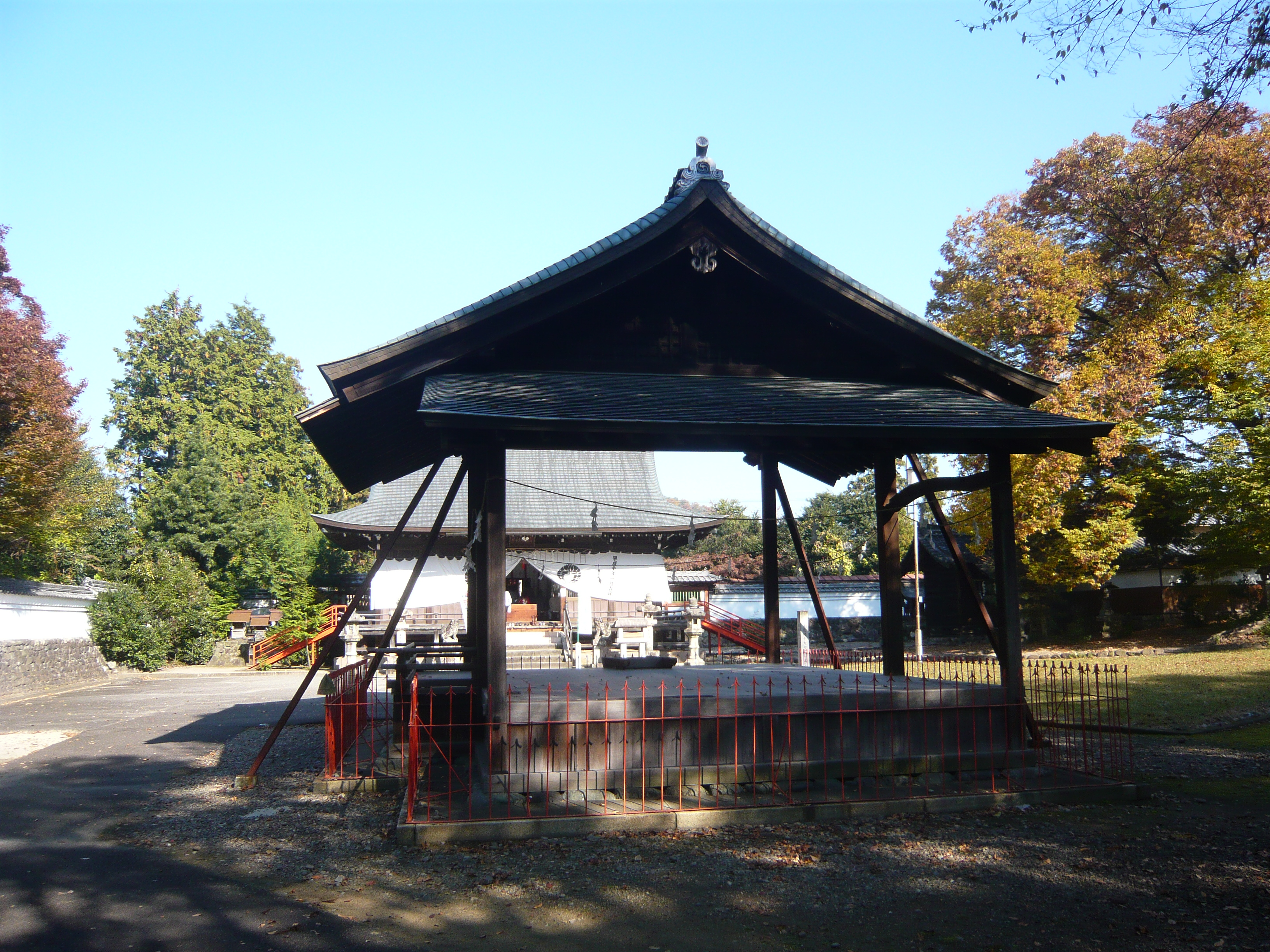
能舞台

室町時代、境内に檜皮葺きの能舞台を建立。舞台芸能をお祭りにとり入れて、毎年正月、祭事能として神奉能を行うようになる。応永2年（1395年）兼吉清治郎が関鍛冶七流 を代表して翁役を勤めたのが始まり。
- 寛文5年（1665年） - 関の領主大島雲八が能舞台を再建。
- 昭和34年（1959年） - 伊勢湾台風により倒壊。現在の能舞台は従来の建物を再現したものである。

## 神宝殿
境内の東北に位置するこの建物は、耐震ならびに耐火を考慮し温度調節機能を備えた文化財収蔵庫である。能装束類などの重要文化財が保管されている。昭和33年（1958年）竣工。

## 文化財

### 重要文化財

#### 能装束類
いずれも室町時代末期から安土桃山時代、16世紀の作品であり、この時代の染織品が1か所にこれだけの数量まとまって伝来するものは稀有であり、日本芸能史・染織史上貴重な資料である。以下の63点が重要文化財に指定されている。
| - 摺箔（すりはく）（桐桜沢瀉（おもだか）文）1領 - 繍箔（ぬいはく）（菊桐山吹文）1領 - 繍箔（草花鳳凰文）1領 - 繍箔（桐松鶴文）1領 - 繍箔（桐楓鴛鴦（おしどり）文）1領 - 繍箔（雪持柳松皮菱文）1領 - 繍箔（雪持柳揚羽蝶文）1領 - 繍箔（松藤揚羽蝶文）2領 - 角帽子（すみぼうし）（菊桐文繍入）1頭 - 角帽子（桐杜若（かきつばた）文繍入）1頭 - 角帽子（杜若文繍入）1頭 - 狩衣（かりぎぬ）（花鳥文銀襴）4領 - 狩衣（花唐草文銀欄）1領 - 狩衣（獣花文銀襴）1領 - 狩衣（雲文緞子）1領 - 法被（はっぴ）（花鳥文銀襴）1領 - 法被（花唐草文銀襴）1領 - 法被（雲竜文黄緞）1領 - 側次（そばつぎ）（花鳥文銀襴）2領 - 側次（花鳥文金襴）1領 - 側次（蓮唐草文緞子）2領 | - 直垂（ひたたれ）（鶴亀松竹文）2組 - 直垂（松皮菱松喰鶴文）1組 - 直垂（松喰鶴亀文）1領 - 直垂（路形菊桐松喰鶴文）1領 - 直垂（色紙散松喰鶴文）1領 - 素襖（すおう）（蜻蛉文）1組 - 素襖（宝尽文）1組 - 素襖（草花色紙散文）1領 - 袴（片車輪文）1腰 - 袴（松喰鶴亀松文）1腰 - 袴（立涌桔梗文）1腰 以下は附（つけたり）指定 - 無地熨斗目（むじのしめ）3領 - 長絹（ちょうけん）1領 - 水衣（みずごろも）2領 - 大口 9腰 - 腰帯残欠 4枚 - 尉髪（じょうがみ）、黒頭（くろがしら）、赤頭（あかがしら）、鬘（かずら）各1懸 - 唐櫃（からびつ）1合 |

#### 木造能狂言面
- 53面（附 木造古楽面8面）

### 岐阜県指定重要文化財
- 刀 銘 兼常[2]・銘 清宣

### 岐阜県指定重要無形民俗文化祭
- どうじゃこう[3]

### 関市指定重要文化財
- 能舞台
- 刀剣類 (銘：兼友・家久・照門・国常・兼門・兼吉)

## アクセス
- 長良川鉄道越美南線 せきてらす前駅下車、徒歩で約5分。
- 東海北陸自動車道 関インターチェンジから車で約5分。

## 周辺
- 関鍛冶伝承館
- 濃州関所茶屋